# Hibiscus eggersii
Hibiscus eggersii är en malvaväxtart som beskrevs av Ignatz Urban. Hibiscus eggersii ingår i Hibiskussläktet som ingår i familjen malvaväxter. Inga underarter finns listade i Catalogue of Life.